# Elezioni parlamentari in Iran del 2024
Le elezioni parlamentari in Iran del 2024 si sono tenute il 1º marzo (I turno), congiuntamente con quelle per l’Assemblea degli Esperti, per il rinnovo dell'Assemblea consultiva islamica, il parlamento del paese.
Poiché, tuttavia, in alcune circoscrizioni (per un totale di 45 seggi) non si è raggiunta la quota minima per poter eleggere candidati al primo turno, un ulteriore turno di votazioni si è tenuto il 10 maggio.

## Sistema elettorale
Per le elezioni parlamentari, la legge elettorale iraniana prevede l’elezione popolare solo di 285 su 290 seggi, essendone 5 dedicati alle minoranze (uno agli zoroastriani, uno agli ebrei, uno ai cristiani assiri, uno ai cristiani caldei e due agli armeni - uno per gli armeni nel nord e uno per gli armeni nel sud).
Per i restanti, tuttavia, si applicano due sistemi diversi a seconda delle circoscrizioni, in totale 196:
- Nei collegi uninominali, applicandosi un sistema maggioritario a doppio turno modificato, i candidati devono ricevere almeno il 25% dei voti al primo turno per essere eletti; nei casi in cui nessun candidato superi tale soglia, si tiene un secondo turno di votazione tra i primi due candidati;

- Nei collegi plurinominali, invece, applicandosi un sistema maggioritario con voto illimitato modificato (ossia ogni elettore ha tanti voti quanti sono i seggi disponibili), se non tutti i seggi sono occupati da candidati con almeno il 25% dei voti, si tiene un secondo turno di votazione con il doppio del numero di candidati rispetto ai seggi da riempire (o tutti i candidati del primo turno se c'è meno del doppio del numero di seggi).[4]

### Requisiti
Per qualificarsi alle elezioni, in conformità con le leggi iraniane, un candidato:
- Deve essere un cittadino iraniano;

- Deve essere un “sostenitore” della Repubblica Islamica, giurando fedeltà alla Costituzione;

- Deve essere un musulmano praticante (a meno che non corra per rappresentare una delle minoranze religiose in Iran);

- Non deve avere una “famigerata reputazione”;

- Deve essere in buona salute, e tra i 30 e i 75 anni;

- Deve essere alfabetizzato;

- Non deve aver svolto un ruolo nel governo precedente alla rivoluzione del 1979;

Nonostante ciò, tuttavia, un candidato (anche ammesso) può essere in ogni momento squalificato qualora si scopra essere:
- “Mentalmente compromesso”;

- Sostenitore attivo dello Scià o di fazioni politiche e organizzazioni ritenute illegali o accusate di attività anti-governativa;

- Convertito ad un'altra fede o rinunciante alla fede islamica;

- Giudicato colpevole di corruzione, alto tradimento, frode o azioni contro lo stato;

- Tossicodipendente, trafficante o colpevole di aver violato la Shari'a;

- Un grande proprietario terriero.

Sono, infine, interdetti dalle elezioni i ministri del governo, i membri del Consiglio dei Guardiani e dell'Alto Consiglio giudiziario, il capo della Corte amministrativa di giustizia, il capo dell'Ufficio dell’ispezione generale, alcuni funzionari pubblici e leader religiosi e qualsiasi membro delle Forze armate.

## Risultati
| Fazione                                     | Seggi (I turno) | Seggi (II turno) | Totale |
| ------------------------------------------- | --------------- | ---------------- | ------ |
| Principalisti ed Alleati Indipendenti       | 200             | 33               | 233    |
| Riformisti, Moderati, Altri ed Indipendenti | 45              | 7                | 52     |
| Totale eletti direttamente                  | 245             | 40               | 285    |
| Seggi riservati                             |                 |                  |        |
| Minoranze religiose                         | 5               | 5                | 5      |
| Totale                                      | Totale          | Totale           | 290    |

Nota: Dati incompleti, ricostruiti tramite notizie giornalistiche, articoli ed analisi, come citati sopra.